# ОКУД „Миломир Петровић”
Омладинско културно уметничко друштво „Миломир Петровић" је основано 23. фебруара 1969. године. Налази се у Сремчици, Београд.
У свом саставу има ансамбл народних игара, народни оркестар и групу певача са вокалним солистима.
Ансамбл народних игара је најмасовнија секција и у свом програму заједно са ансамблом народне музике негује изворни народни мелоси игре са живописним костимима крајева из којих потичу. Ансамбли су кроз свој рад постигли велике успехе и бројна признања на многобројним фестивалима у земљи и иностранству (Италија, Грчка, Француска, Шпанија, Холандија, Белгија, Пољска, Молдавија, Украјна, Немачка, Чешка, Словачка, Мађарска, Аустрија, Бугарска, Тунис).